# 平波幸太郎
平波 幸太郎（ひらば こうたろう、生年不明 - 2009年5月）は、なんばデザイナー学院の創設者で元校長。

## 来歴

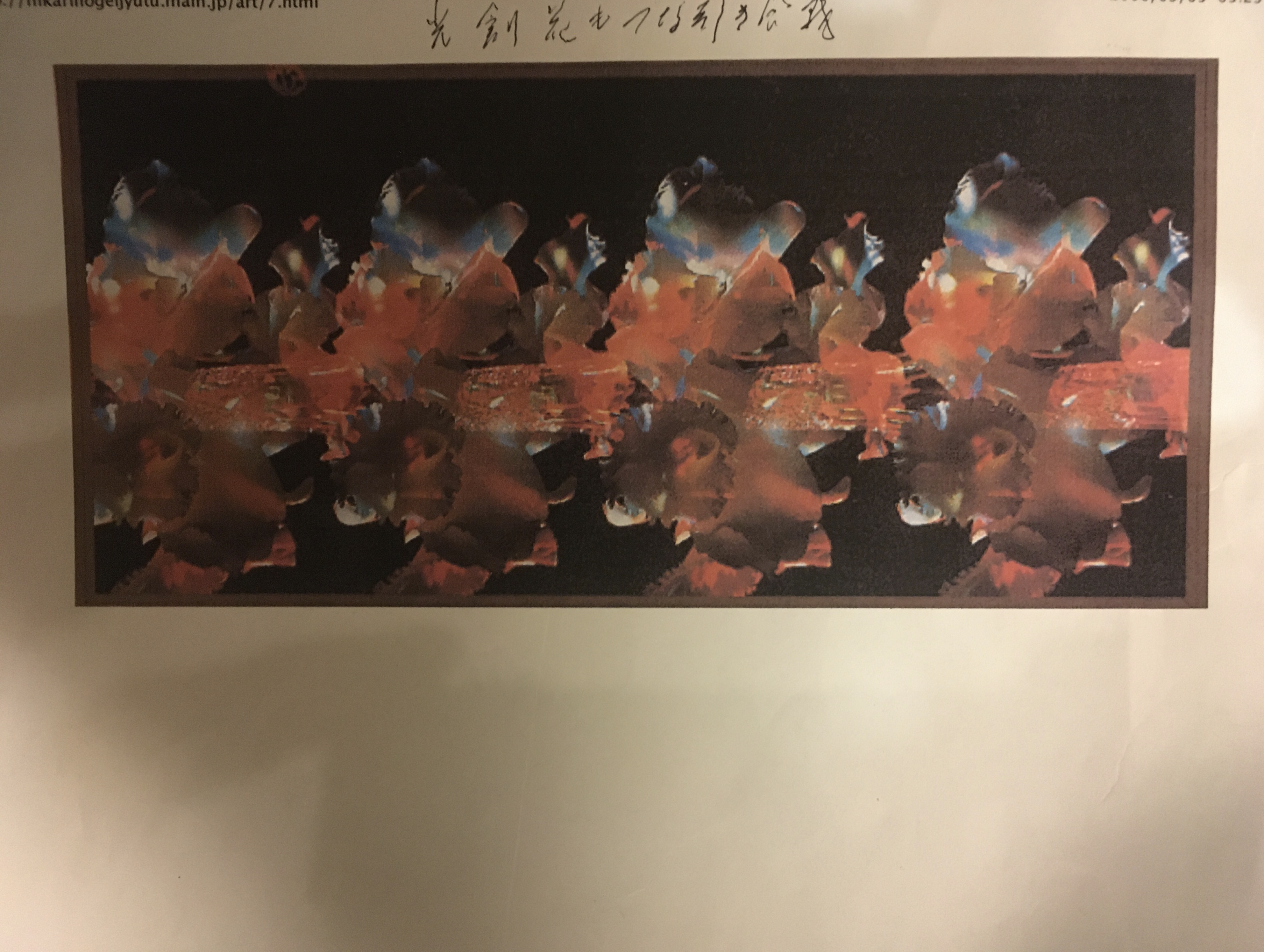
ライトアップデザイン４

1940年に音楽家の大村能章に入門。戦後の1951年に大阪音楽学院となんばデザイナー学院を設立した。
1979年に、光線による色彩・図形の創出を可能とする「S・P・Hシステム」を開発し、1980年  アメリカ・日本・イタリア各国にてパテント許可取得、「光の芸術」と銘打った展覧活動を展開、「光の芸術協会」を設立した。
卒業生には、佐藤邦雄 (イラストレーター)、明星いっぺい、麻倉未稀(歌手)、L'arc~ en~ciel hyde (バンド歌手)、他などがいる。
生徒ではないが、AREA .えりあ(シンガー)は最後の弟子といわれていた。
日本特許庁認可2838510号(世界共通)取得していた（名称：エフェクトプロジェクション装置・マット）。